# Городское поселение Печенга
Городское поселение Печенга — упразднённое муниципальное образование в составе Печенгского района Мурманской области России. Административный центр — посёлок городского типа Печенга.

## География
Поселение расположено в северной части Печенгского района. По его территории частично протекает река Печенга. Граничит:
- на западе — с коммуной Сёр-Варангер фюльке Финнмарк Норвегии;
- на юге — с городским поселением Заполярный и сельским поселением Корзуново;
- на востоке — с сельским поселением Тулома Кольского района.

## История
Образовано 29 декабря 2004 года.
С мая 2020 года упразднено в связи с преобразованием Печенгского муниципального района в Печенгский муниципальный округ, закон о преобразовании подписан 24 апреля 2020 года.

## Местное самоуправление
Главой муниципального образования является Пётр Алексеевич Мустиянович.

## Экономика
- Станция «Печенга» Октябрьской железной дороги
- Незамерзающий порт Лиинахамари (бывшая база Северного флота)
- ООО «Нефтяная Компания „Севнефть“»

## Население
| 2010  | 2012  | 2013  | 2014  | 2015  | 2016  | 2017  |
| ----- | ----- | ----- | ----- | ----- | ----- | ----- |
| 7418  | ↗7580 | ↘7569 | ↘7440 | ↘7427 | ↘7411 | ↗7442 |
| 2018  | 2019  | 2020  |       |       |       |       |
| ↗7736 | ↗7952 | ↗8183 |       |       |       |       |

Численность населения, проживающего на территории поселения, по данным Всероссийской переписи населения 2010 года составляет 7418 человек, из них 5328 мужчин (71,8 %) и 2090 женщин (28,2 %).

## Состав
В состав поселения входят 6 населённых пунктов.
| № | Населённый пункт | Тип населённого пункта          | Население    |
| - | ---------------- | ------------------------------- | ------------ |
| 1 | Печенга          | пгт, центр городского поселения | ↘2021 (2023) |
| 2 | Вайда-Губа       | населённый пункт                | ↘94 (2010)   |
| 3 | Лиинахамари      | населённый пункт                | ↘475 (2010)  |
| 4 | Печенга          | станция                         | ↘1565 (2010) |
| 5 | Спутник          | населённый пункт                | ↘1597 (2021) |
| 6 | Цыпнаволок       | населённый пункт                | ↘35 (2010)   |

До 23 ноября 2009 года в состав поселения входил населённый пункт Зубовка, который был упразднён в связи с отсутствием проживающего населения..

## Транспорт
По территории поселения проходят автомобильная дорога Р21 «Кола» Санкт-Петербург — Мурманск — Киркенес и ветка от железной дороги Мурманск — Никель (станция Печенга).